# Omköning
Omköning innebär att en karaktär i en fiktiv berättelse tilldelas ett annat kön ("könas om"), och ofta även får ett annat namn, än den ursprungligen hade.
Beslut om omköning kan tas av inköparen av en tecknad film eller serie, eller av en producent vid en adaption av en berättelse från ett medium till ett annat. Ofta handlar det om karaktärer som inte är människor.
Syftet kan vara att skapa en jämn könsbalans eller att utmana traditionella könsroller.

## Omköning i Sverige
Sveriges Television har jobbat med omköning sedan 2013. SVT har vid TV-mässor, och från produktionsbolag, hört att deras hållning i frågan är löjeväckande.
Ibland ställer SVT ultimatum på omköning för att köpa in en produkt, som var fallet med Mästerflygarna. De har hänt att SVT inte har fått tillåtelse, vilket har lett till att de har tackat nej till produkten.

### Exempel
Några exempel på omköning i Sverige:
- Sveriges Television: Mästerflygarna (Super Wings), Jett (manlig) till Jett (kvinnlig)
- Sveriges Television: Zip Zip (Zip Zip)
- Sveriges Television: Full fart i Verksta (Truck Town), manlig till Linn (kvinnlig)
- Sveriges Radio: Den oändliga historien 2016, Atreju, manlig till kvinnlig
- Netflix: Svart krabba 2022, Karl Edh (manlig) till Caroline Edh (kvinnlig)